# 安德烈·阿拉姆诺夫
安德烈·尼古拉耶维奇·阿拉姆诺夫（1988年4月17日—），白俄罗斯男子举重运动员，2007年世界举重锦标赛男子105公斤级金牌得主、2008年夏季奥运会男子105公斤级金牌得主、2019年世界举重锦标赛男子109公斤级银牌得主。